# Amphibulus africanus
Amphibulus africanus là một loài tò vò trong họ Ichneumonidae.